# Karla Kick

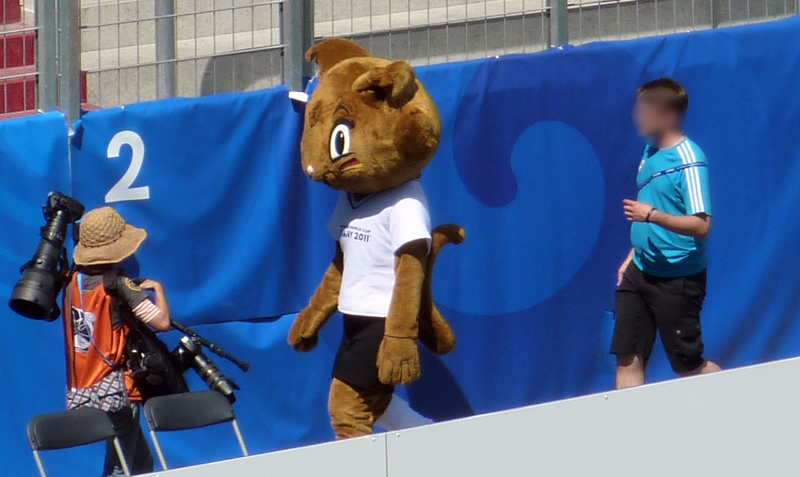
„Karla Kick“ bei der U-20 WM 2010

Karla Kick war das offizielle Maskottchen der Fußball-Weltmeisterschaft der Frauen 2011 in Deutschland. Das Maskottchen stellt eine Katze dar.

## Entstehung
Karla Kick wurde von der Frankfurter Kreativagentur GMR Marketing GmbH entworfen. Der Öffentlichkeit vorgestellt wurde das Maskottchen vor dem Eröffnungsspiel der U-20-Fußball-Weltmeisterschaft der Frauen 2010 am 13. Juli 2010 in Bochum. Karla Kick trägt ein weißes Trikot, eine schwarze Hose, weiße Stutzen und Fußballschuhe. Damit trägt sie die gleichen Farben wie die Spielerinnen der deutschen Nationalmannschaft.
Die Chefin des Organisationskomitees der Frauen-Weltmeisterschaft 2011 Steffi Jones sagte zu Karla Kick, dass das Maskottchen „auf beeindruckende Weise für die wichtigsten Attribute des Frauenfußballs steht: Leidenschaft, Spaß und Dynamik“. Darüber hinaus verkörpert Karla Kick typisch deutsche Tugenden wie Gründlichkeit und Disziplin, aber auch Abenteuerlust, Spontanität und Temperament.

## Kritik
Laut der Frankfurter Rundschau macht Karla Kick einen „harmlosen Eindruck“. Das Maskottchen würde aussehen „wie ein Eichhörnchen, das in einem Atomkraftwerk groß wurde“. Dafür wurde positiv bewertet, dass Karla Kick im Gegensatz zum Maskottchen der Weltmeisterschaft der Männer 2006, Goleo VI, eine Hose trägt. Die Tageszeitung Freie Presse bezeichnete Karla Kick als „sympathisches Fellknäuel, welches im Gegensatz zu Marketing-Fehlgriffen wie Goleo VI oder Hanniball nicht in Vergessenheit geraten werde“.